# Lina
Lina là tên riêng phổ biến ở Thụy Điển, Estonia, Latvia và Litva, đặc biệt là những người sinh sau năm 1980. Vào năm 2011 đây là một trong những tên riêng phổ biến nhất dành cho nữ tại Đức. Ban đầu tên này được sử dụng làm cách gọi ngắn gọn của Karolina, Nikolina, Adelina, Evelina và Paulina. Tên này trong tiếng Đan Mạch và Na Uy là "Line".
Lina cũng là dạng viết tắt của bất kỳ tên riêng nào kết thúc bằng "-lina", ví dụ như Angelina, Evangelina, Carolina, Melina.
Lina là giống cái của Linas, một tên riêng phổ biến của người Litva. Nó cũng được coi là dạng giống cái của Linus.
Trong tiếng Nga, Lina (Ли́на) là dạng rút gọn của Avelina.

## Tên người
- Lina (ca sĩ Hàn Quốc), ca sĩ của nhóm The Grace
- Lina Medina (sinh năm 1933), người mẹ trẻ nhất từng được xác nhận trong lịch sử y khoa
- Lý Na, trong phiên âm tiếng Anh là Li Na

### Nhân vật hư cấu
- Lina, nữ anh hùng trong trò chơi Dota 2.
- Lina Inverse, nữ phù thủy trong anime Slayers
- Lina, quản gia trong tác phẩm Emil i Lönneberga của Astrid Lindgren
- Lina (McLaidlaw), Aysgarth, nhân vật được Joan Fontaine thể hiện trong bộ phim Suspicion